# El Busilis
El Busilis: periódico que sabe dónde está va ser un diari de caràcter humorístic sobre l'actualitat política nacional, provincial i municipal de Barcelona, que es va publicar entre 1883 i 1885. El seu editor principal va ser el periodista Daniel Ortiz, molt conegut pel seu ideari republicà, el qual li va portar moltes enemistats al llarg de la seva carrera.
La publicació s'editava en castellà, i és que només el 30% de la totalitat de premsa humorística del segle xix va ser en català. Això canviarà durant el segle xx.

## Naixement
El Busilis va néixer en el context de la Restauració borbònica, una època on va tenir un gran protagonisme l'oposició al nou sistema, formada principalment pels carlins, el sorgiment dels moviments obrers i els partits republicans. En aquest marc, el diari naixia sense una ideologia clara, però ràpidament això canviaria, ja que els ideals del seu director eren coneguts per tothom.
En la seva editorial fundacional, la publicació es va presentar al·ludint a les diferents opcions governamentals que es presentaven a la Restauració, tal com es pot veure en aquest fragment:
| «                                                                                                  | castellà: Señoras y caballeros: Tenemos el gusto de presentar a ustedes El Busilis, periódico que sabe dónde está, como lo irá probando poco a poco. […] respecto a política, los redactores de El Busilis aunque no piensan tener tratos con esa señora, son conservadores de su individuo, convencidos como están de que si no miran por sí nadie mirará por ellos; son progresistas, porque probado que el mundo marcha, sería una locura no marchar con él; son radicales en sus resoluciones; fusionistas en sus amores; autonomistas en sus actos; pacifistas con el casero; posibilistas con las señoras; y finalmente, pertenecen a la unión católica matrimonial, que es mucho peor que pertenecer a la unión católica a secas. En cuanto a Constitución, los redactores de El Busilis ni están por la de 1869 ni por la de 1876. Cada uno tiene para su uso particular una constitución sana y robusta | català: Senyores i cavallers: Tenim el gust de presentar a vosaltres El Busilis, diari que sap on és, com ho anirà provant a poc a poc. […] respecte a política, els redactors del Busilis encara que no pensen tenir tractes amb aquesta senyora, són conservadors del seu individu, convençuts com estan que si no miren per si ningú no mirarà per ells; són progressistes, perquè provat que el món marxa, seria una bogeria no marxar amb ell; són radicals en les resolucions; fusionistes en els seus amors; autonomistes als seus actes; pacifistes amb el casolà; possibilistes amb les senyores; i finalment, pertanyen a la unió catòlica matrimonial, que és molt pitjor que pertànyer a la unió catòlica a seques. Quant a Constitució, els redactors del Busilis ni estan per la del 1869 ni per la del 1876. Cadascú té per al seu ús particular una constitució sana i robusta | » |
| — El Busilis, periódico que sabe dónde está, El Busilis, periódico que sabe dónde está, 14-02-1883 | | |   |

Com es pot observar, la vessant satírica va estar present des d'un primer moment.
En quant a les característiques del diari, es va publicar de manera setmanal, en entregues de quatre pàgines, cadascuna de la qual constava de tres columnes. A més, des del 14 de març del 1884 va incloure humor gràfic mitjançant caricatures i tires còmiques. Estava editat en castellà i es catalogava com a “diari de combat”, i a la seva redacció com a “catalana hasta la médula de los huesos”.
El terme que dona nom a la publicació no va ser escollit a l'atzar, sinó que és sinònim d'entrellat, un concepte que es refereix a les coses difícils d'explicar i desxifrar. Comptava amb textos tant en prosa com en vers, i utilitzava recursos com “letrillas”, xarades, pensaments o refranys diversos.

## Història
El diari es va publicar setmanalment de manera ininterrompuda des del 14 de febrer del 1883 fins al 13 de març de 1885. No només incloïa breus comentaris sobre l'actualitat política en un estil humorístic, sinó que també oferia les seccions habituals dels diaris d'informació general, com “Boletín religioso”, “Espectáculos”, “Mercados”, “Bolsa”, “Última hora” o “Anuncios”. La principal característica de tots aquests espais també estaven escrits d'una forma sarcàstica, fins i tot els anuncis publicitaris, que es col·locaven al final de l'última pàgina. De vegades, també incloïa algun fulletó en una altra secció anomenada “Puntadas”. Més endavant també va comptar amb “La Crónica de Madrid”.
Tot i que al principi el seu subtítol va ser “periódico que sabe dónde está”, amb el qual ha passat a la posteritat, aquest epígraf va canviar ràpidament. A partir del dotzè, el 22 d'abril del 1883, la revista va passar a incorporar com a subtítol “liberal independiente de información permanente” i va afegir la llegenda “republicano sencillo de los de a marcha martillo”. Per tant, va evidenciar el seu caràcter.
“El Busilis” no va patir cap suspensió durant els seus anys de vida, però sí va ser censurada pel governador civil la primera caricatura, que estava prevista per sortir en l'exemplar del 22 de juliol del 1883. A més, pel dia 26 d'agost ja havia estat denunciada en dues ocasions per l'autoritat governamental de la ciutat.
Uns mesos després es va veure involucrat en una altra polèmica. El dia 11 de gener de 1984 va haver d'incloure una sentencia judicial contra el director Ortiz en la qual s'al·legava que era fals que D. Juan Manuel Caravelos, secretari de la Comissió de la província, hagués estat reclamat per cap jutjat de la capital ni hagués estat implicat en cap causa criminal de qualsevol tipus, tal com havia indicat la revista en un exemplar anterior.
En quant a suplements, cal destacar que el 17 de febrer de 1883 va incloure un inèdit de dues pàgines que portava com a títol “Los lunes de El Busilis: hoja de parra literaria” i que incloïa dues seccions especials: “Revista de salones” i “Sección científica”. Apareixia com a director un tal J. J. Aragonesa.
El 28 de desembre del mateix any va incloure un nou suplement, anomenat “La Correspondencia de El Busilis” i amb els subtítols següents: “diario universal de noticias” i “eco imparcial de la opinión y de la prensa”. Així mateix, incloïa la llegenda “año de la degollación de los santos inocentes, mártires e izquierdistas”.
Durant els seus anys de vida, va ser estampat en diferents impremtes, com la de “El Porvenir”, “Redondo y Xumetra” i “L. Obradors”.

## Final
El diari va publicar el seu últim número, el 112, el 13 de març del 1885. No estan gaire clars els motius de la seva desaparició, però sembla que no va ser una decisió sobtada, ja que en la secció “Última hora” de la darrera edició es podia llegir “¡Morir habemos!”, conservant fins als últims moments la ironia que va caracteritzar aquesta publicació.
Així mateix, no es pot parlar de la mort del diari estrictament, ja que a partir del 20 de març es va editar “El Fusilis: periódico político que sabe dónde se halla”, una continuació de l'anterior. Portava com a subtítol “sencillo republicano, inocente y campechano” i el seu director era un tal Miguel G. P. Nabot, però comptava també amb Daniel Ortiz com a col·laborador. Tractava gairebé els mateixos temes que “El Busilis” des d'un punt de vista satíric, i el seu format era exactament el mateix: quatre pàgines amb tres columnes cadascuna, i algunes caricatures. Es van editar 73 publicacions, fins a la seva desaparició el 6 d'agost del 1886.
Paral·lelament, des del 6 de gener del 1886, es va recuperar el nom de “El Busilis” a un altre setmanari anomenat “El Busilis: semanario que irá sabiendo dónde está”. Apareixia com a director J. B. Esteve y Martorell i en la seva editorial fundacional incloïa un text al·ludint directament al seu predecessor i a “El Fusilis”:
| «                                                               | Castellà Y aquí está El Busilis, pero no un Busilis falsificado y extravagante, como el que algunos quieren sacar de un fusil, que no tiene llave, cañón, ni baqueta, sino el que sale del fondo de la pipa | Català I aquí hi ha El Busilis, però no pas un Busilis falsificat i extravagant, com el que alguns volen treure d'un fusell, que no té clau, canó, ni baqueta, sinó el que surt del fons de la pipa | » |
| — El Busilis, semanario que irá sabiendo dónde está, 06-01-1886 | | |   |

Comptava amb el mateix format i característiques que els anteriors; per tant, durant sis mesos es van editar dues publicacions gairebé iguals. El darrer número que es conserva és del 6 de novembre del 1892, però no se sap amb certesa fins quin moment es va editar.
Per si no fos suficient, el 5 de juliol del 1890 va néixer una nova publicació amb el nom de “El Nuevo Busilis: periódico político-festivo que sabe dónde está”. Només es va editar durant quatre setmanes, fins al 26 de juliol, però la seva temàtica i el seu format era exactament igual que els anteriors. Potser el més destacable és que en cap dels números va sortir el nom del director.
En conclusió, referint-se estrictament al primer “El Busilis”, cal remarcar que era una publicació no gaire extensa, de només quatre pàgines en cada entrega, però va que aportar una visió satírica i crítica de la política del moment, causada en gran part per la figura principal del diari, Daniel Ortiz. Encara que sí se sap que aquest va participar en “El Fusilis”, no es té constància que ho fes als altres dos diaris, tot i que no seria del tot estrany, principalment perquè l'últim no va comptar amb el nom del director.

## Relació de directors, redactors i col·laboradors
| Director                    | Dates                   |
| Daniel Ortiz Sánchez (Doys) | 14/02/1883 - 01/08/1884 |
| Matías Galí                 | 08/08/1884 - 05/12/1884 |
| Agapito Cascajares          | 12/12/1884 - 16/01/1885 |

| Col·laboradors                      |
| Daniel Ortiz Sánchez (Doys)         |
| Matías Galí                         |
| Agapito Cascajares                  |
| Luis Taboada y Coca (Juan Balduque) |

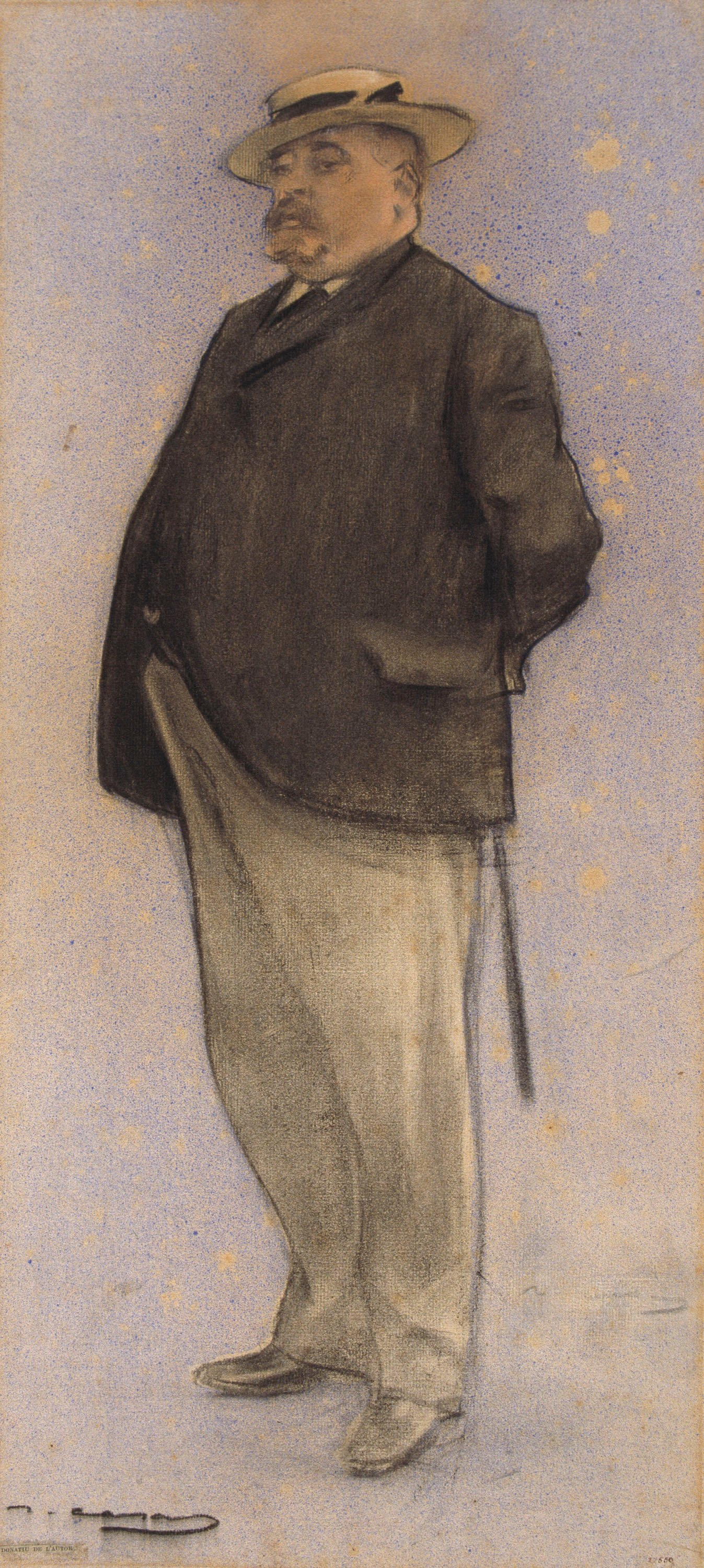
Daniel Ortiz Sánchez (Retrat fet per Ramon Casas i conservat al MNAC a Barcelona)

Daniel Ortiz Sánchez, conegut amb el pseudònim Doys, va ser la figura principal d'aquest diari. Tot i que va ser director des d'un inici, el seu nom com a cap de redacció no va sortir assenyalat a la publicació fins al 25 de gener del 1884.
Nascut en una família acomodada de Santander l'any 1845, va ser redactor en diaris com “La Gaceta de Cataluña”, “La Montaña” o “La Publicidad”. Va destacar com a periodista per la seva vessant satírica i còmica, la qual li va provocar moltes desavinences durant la seva vida.
Aquesta crítica i ironia que Ortiz emprava anava sempre dirigida contra els polítics i periodistes monàrquics, i li van suposar dues agressions. La primera d'elles es va produir mentre era director de “El Busilis”. Va ser atacat brutalment a la Rambla de Canaletes al juliol del 1884. “La Vanguardia”, en el seu exemplar del 28 de juliol del 1884, va recollir aquest fet:
| «                                                                | castellà: El redactor jefe de El Busilis, don Daniel Ortiz, fue objeto anoche de una atropello brutal. Pasaba por la Rambla de Canaletas, acompañado de nuestros amigos Gallard y Vives, cuando recibió por la espalda dos golpes en la cabeza, causándole una herida que, aun cuando no ofreció gravedad, brotó de ella abundante sangre, habiendo sido curado en la farmacia de Masó Arumí”. | català: El redactor en cap d'El Busilis, el senyor Daniel Ortiz, va ser objecte ahir a la nit d'un atropellament brutal. Passava per la Rambla de Canaletes, acompanyat dels nostres amics Gallard i Vives, quan va rebre per l'esquena dos cops al cap, causant-li una ferida que, tot i que no va oferir gravetat, en va brollar abundant sang, havent estat curat a la farmàcia de Masó Arumí”. | » |
| — “La Vanguardia”, en el seu exemplar del 28 de juliol del 1884, | | |   |

El 3 de març de 1887 va tornar a patir una agressió derivada d'una baralla amb el senyor Madrenas, qui li havia anat a buscar al cafè Continente per demanar-li explicacions sobre un article. Tanta va ser la seva popularitat com a periodista en aquell temps que fins i tot el pintor Ramon Casas li va fer un retrat.
Finalment, va morir el 20 d'abril del 1903 a l'edat de 58 anys. El dia següent de la seva mort, “La Vanguardia” va dedicar-li unes paraules:
| «                            | castellà: Fue don Daniel Ortiz un periodista de clarísimo criterio […] Luchador de toda la vida, pasó la suya defendiendo sus ideales republicanos, a los que consagró siempre las energías de su cerebro y las enseñanzas de su experiencia | català: Va ser don Daniel Ortiz un periodista de claríssim criteri […] Lluitador de tota la vida, va passar la seva defensant els seus ideals republicans, als quals va consagrar sempre les energies del seu cervell i els ensenyaments de la seva experiència | » |
| — La Vanguardia, 21-04-1903, | | |   |

Tot i que Ortiz va ser el director principal i el més conegut, cal destacar que més endavant van sortir dos noms diferents en aquest càrrec, els quals també havien aparegut com a redactors. Gairebé no hi havia signatures en cap dels textos, excepte la del pseudònim Matías Galí o Galí Matías, qui a partir del 8 d'agost del 1884 surt indicat com a nou director de la revista. Agapito Cascajares va ser altre dels pseudònims que van signar alguns dels textos i qui va figurar com a director entre el 12 de desembre del mateix any i el 16 de gener del 1885. A partir de la publicació del 23 de gener, i fins a la seva desaparició, no va aparèixer el nom de cap director al diari.
Probablement el col·laborador més destacat va ser el periodista, escriptor i humorista Luis Taboada i Coca, qui va signar diversos textos amb el pseudònim de Juan Balduque. Va ser l'encarregat d'escriure en la secció “La Crónica de Madrid”.